# آدام شیشکوفسکی
آدام شیشکوفسکی (لهستانی: Adam Szyszkowski؛ زادهٔ ۱۲ مه ۱۹۶۸) بازیگر اهل لهستان است.
از فیلم‌ها یا مجموعه‌های تلویزیونی که وی در آن‌ها نقش داشته است، می‌توان به کارگزار من، خانه، طایفه، خودِ زندگی، کارآگاهان جنایی، موج جرم و جنایت، پرستار کودک، خبرچینان، تنها عشق، دو روی سکه، رنگ‌های خوشبختی، خانه کشیش، در خیابان سپولنی، لندنی‌ها، نبرد ورشو ۱۹۲۰،  پیمان ورشو، قانون حقیقی، کمیسر آلکس، پس‌تصویر، تشخیص، تاج پادشاهان، مفقودشدگان، خیوکا، صد سال خاندان وینیخ، پدر متیو، کورشده از نور، جنگ سرد و ایدا اشاره نمود.